# Bourton, Dorset
Bourton är en ort och civil parish i Storbritannien.   Den ligger i kommunen Dorset och riksdelen England, i den södra delen av landet, 160 km väster om huvudstaden London. Bourton ligger 128 meter över havet och antalet invånare är 822.
Terrängen runt Bourton är platt. Runt Bourton är det ganska tätbefolkat, med 116 invånare per kvadratkilometer. Närmaste större samhälle är Gillingham, 5,4 km sydost om Bourton. Trakten runt Bourton består i huvudsak av gräsmarker.